# Lithosfeer

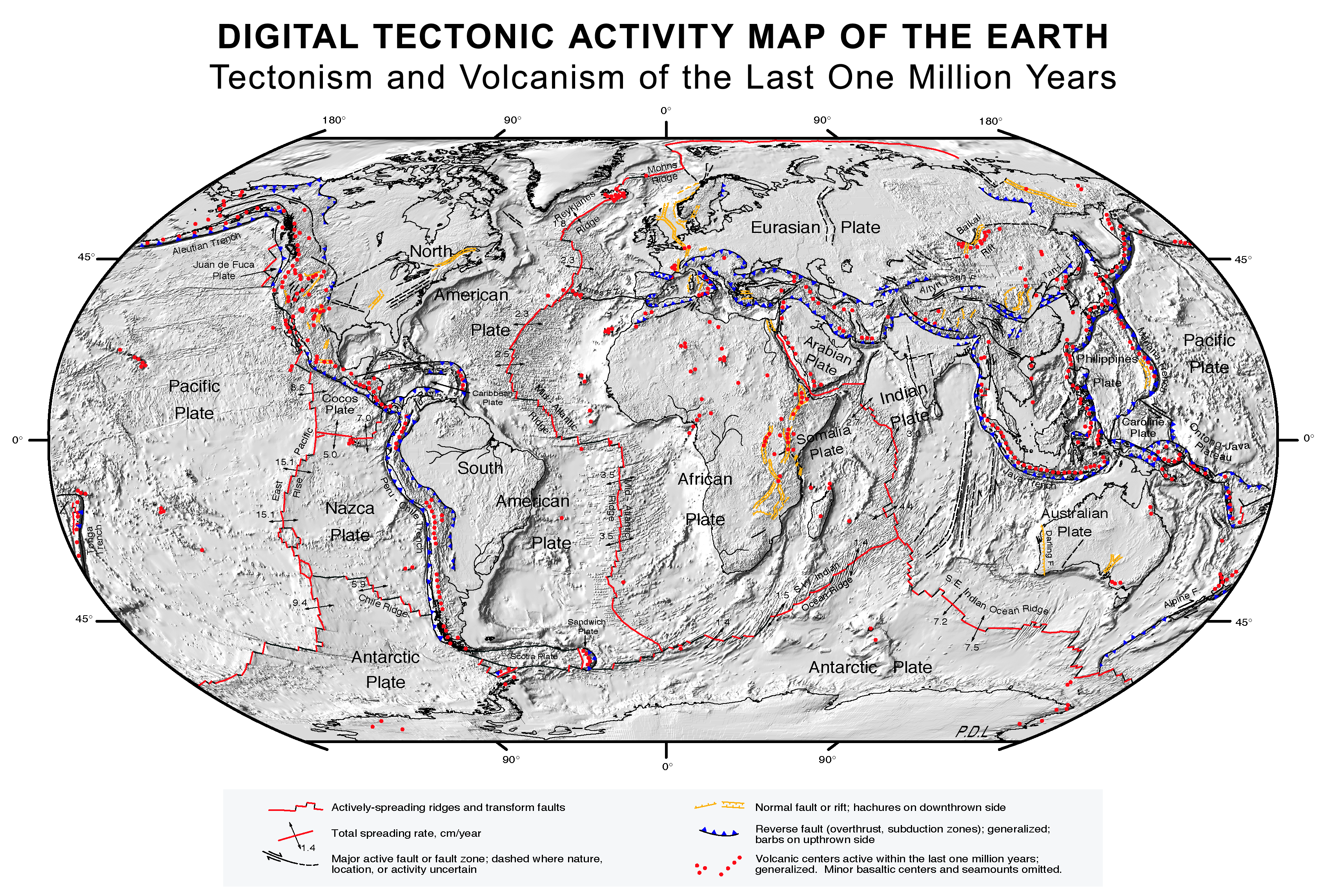
De tektonische platen

De lithosfeer of steenschaal is het buitenste gedeelte van de vaste Aarde en is ongeveer 80 km dik (afhankelijk van of het oceanische of continentale lithosfeer betreft en vooral: hoe lang de lithosfeer is afgekoeld). De lithosfeer verschilt van de onderliggende asthenosfeer doordat het gesteente kouder, sterker en rigider is. De lithosfeer omvat behalve de aardkorst het harde bovengedeelte van de mantel.

## Samenstelling
De lithosfeer bestaat uit de aardkorst en het bovenste gedeelte van de aardmantel. De korst bestaat uit gesteente met de gemiddelde samenstelling van basalt (oceanische korst) of andesiet (continentale korst). De mantel bestaat uit mantelgesteente, dat de samenstelling van peridotiet heeft. Tussen de korst en de mantel bevindt zich een plotselinge overgang in chemische samenstelling, die de Mohorovičić-discontinuïteit (afgekort Moho) wordt genoemd.
De grens met de asthenosfeer wordt gedefinieerd door de temperatuur, waarbij de overgang tussen de twee lagen te beschouwen is als een isotherm, die van 1300 graden, de temperatuur waarbij olivijn volledig zijn sterkte verliest. Hierdoor deformeert de asthenosfeer in tegenstelling tot de lithosfeer alleen op plastische wijze. In de asthenosfeer vindt warmtestroom daarom ook door convectie plaats, de lithosfeer kan zijn warmte alleen door conductie kwijtraken.

## Platentektoniek
De lithosfeer staat niet stil. Door het verschijnsel platentektoniek verandert de Aarde voortdurend van uiterlijk. Miljoenen jaren geleden waren alle continenten bijvoorbeeld één; het supercontinent Pangaea.
Nieuwe lithosfeer wordt gevormd bij een mid-oceanische rug of een slenk. Daar bewegen twee aardplaten uit elkaar en komt magma uit de aardmantel in aanraking met de koele oppervlakte. Dit magma stolt vervolgens tot oceanische korst. Naarmate een aardplaat van de mid-oceanische rug af beweegt zal deze in de loop der tijd van onder aangroeien doordat er afkoeling plaatsvindt en de grens tussen lithosfeer en astenosfeer op 1280 graden ligt Boven op de plaat zal zich langzaam maar zeker een sedimentlaag vormen. Een plaat zinkt af in een subductiezone, waar de plaat aan kan groeien tot 100 km dikte. In zo'n subductiezone verdwijnt oceanische lithosfeer in de astenosfeer.
Subductie vindt meestal niet plaats bij continentale lithosfeer. Continentale lithosfeer beweegt wel met de platen mee, maar zinkt niet af als deze met een andere plaat in botsing komt. Bij een botsing met oceanische lithosfeer zal de oceanische plaat afzinken (dit is het geval in bijvoorbeeld de Andes). Bij botsing met andere continentale lithosfeer zullen de platen uiteindelijk met een dusdanig grote kracht tegen elkaar aangedrukt worden dat gebergtevorming plaatsvindt.

## Stromingsgedrag en deformatie
Wanneer in een gesteente mechanische spanning optreedt, kan dat leiden tot vervorming. Er kan daarbij onderscheid worden gemaakt tussen ductiele deformatie, waarbij het materiaal zonder te breken plastisch vervormt, en brosse deformatie, waarbij na elastische vervorming een breuk in het materiaal ontstaat. De beschrijving van het stromingsgedrag van de gesteenten waaruit de lithosfeer is opgebouwd, wordt ook wel aangeduid als reologie van de lithosfeer.

### Sterktemodel voor continentale lithosfeer

Brace-Goetze sterkteprofielen van de lithosfeer.
De sterkte op diepte z komt overeen met de differentiaalspanning σ waarbij deformatie optreedt.

Eind jaren zeventig werd door o.a. Brace en Goetze een simpel reologisch model voor de continentale lithosfeer opgesteld. In dit simpele model wordt uitgegaan van een aardkorst met de eigenschappen van kwarts, terwijl het daaronder liggende mantelgesteente verondersteld wordt uit olivijn te bestaan. Verder wordt een "normale" geothermische gradiënt verondersteld, waarbij de temperatuur vrijwel lineair toeneemt met de diepte.
In dit reologisch model kan een theoretisch sterkteprofiel van de lithosfeer worden berekend, zoals in nevenstaand diagram is uitgebeeld. In het linker diagram staan de theoretische sterktecurves als functie van de diepte aangegeven.
De brosse sterkte van een gesteente is voornamelijk afhankelijk van de totale druk veroorzaakt door het bovenliggende gesteente. Bij toenemende omgevingsdruk, en dus op toenemende diepte, neemt de brosse sterkte lineair toe, zoals weergegeven door de zwarte lijn in het diagram: Byerlee's Law (2*dichtheid*g*z).
De ductiele sterkte is daarentegen afhankelijk van een aantal andere fysische parameters, zoals materiaaleigenschappen, temperatuur en vervormingssnelheid. Bij toenemende temperatuur, in dit model dus op toenemende diepte, neemt de viscositeit van het gesteente toe en zal de ductiele sterkte juist exponentieel afnemen, zoals de blauwe en groene sterktecurves voor respectievelijk kwarts en olivijn in het diagram weergeven. De meest linkse curve voor elk materiaal geeft de sterkte weer bij een lage deformatiesnelheid, de rechter curve voor een snellere deformatie.
Aan de hand van de sterktecurves in het linker diagram kunnen sterkteprofielen worden opgesteld zoals in de twee diagrammen rechts is weergegeven. De sterkte op een bepaalde diepte wordt dan gegeven door de minimale spanning waarbij hetzij brosse, hetzij ductiele deformatie optreedt. Het middelste diagram toont hier het theoretisch sterkteprofiel bij langzame deformatie, het rechter diagram bij een hogere deformatiesnelheid.
Dit uiterst simpele model van de continentale lithosfeer voorspelt twee maxima in het sterkteprofiel. Het eerste maximum wordt gevormd door de overgangslaag tussen bros en ductiel deformatiegedrag, ergens halverwege de aardkorst. Boven deze zone, die de brittle ductile transition zone wordt genoemd, vindt in het model alleen brosse deformatie plaats; onder deze zone ductiele deformatie. Een Snickers-reep heeft een vergelijkbare opbouw: brosse chocolade, ductiele caramel en weer deels brosse noga.
Het Brace-Goetze profiel voorspelt ook een tweede sterktemaximum direct onder de Moho, in de bovenste mantellaag. Deze laag vertoont niet alleen ductiel gedrag, maar bij hogere deformatiesnelheid kan ook bros gedrag optreden, wat een verklaring kan geven voor aardbevingen in de bovenste mantellaag.
Hoewel dit model op een aantal punten goed in overeenstemming is met waargenomen fenomenen, kan het model niet worden beschouwd als een natuurgetrouwe voorstelling van de werkelijke situatie. Berekeningen aan dit model geven slechts een kwalitatieve indicatie; om praktische, kwantitatieve resultaten met betrekking tot de veel grilligere omstandigheden in de werkelijke lithosfeer te berekenen is het model echter te eenvoudig.

### Sterktemodel voor oceanische lithosfeer
De oceanische lithosfeer bevat in tegenstelling tot de continentale lithosfeer vrijwel geen kwarts en heeft daarmee een duidelijk andere samenstelling: in het model voorgesteld als alleen bestaande uit olivijn. Hierdoor bevat het sterkteprofiel van de oceanische lithosfeer niet twee, maar slechts één sterktemaximum.
Naast de samenstelling is ook het temperatuurverloop in de oceanische lithosfeer duidelijk anders dan in de continentale lithosfeer. Nabij de mid-oceanische rug is de gemiddelde temperatuur het hoogst en de gradiënt steil. Het sterktemaximum zal hier dan ook op geringe diepte liggen. Door oceanische spreiding verplaatst de mid-oceanische lithosfeer zich in de loop van miljoenen jaren richting continenten en koelt daarbij langzaam af. Op het sterkteprofiel uit zich dit door een meer geprononceerd en dieper gelegen sterktemaximum. Meer afkoeling betekent dat een dikker deel van de oceanische lithosfeer bros kan blijven deformeren, wat een sterkere lithosfeer  oplevert. Er wordt dan ook gesproken van de thermische ouderdom die de sterkte bepaalt.

## Verwijzingen
1. ↑  Encarta - Encyclopedie. 1993-2002 Microsoft Corporation/Het Spectrum
2. ↑  Zo vernoemd door Molnar 1992, een term die later door anderen werd overgenomen